# Whisky japonais

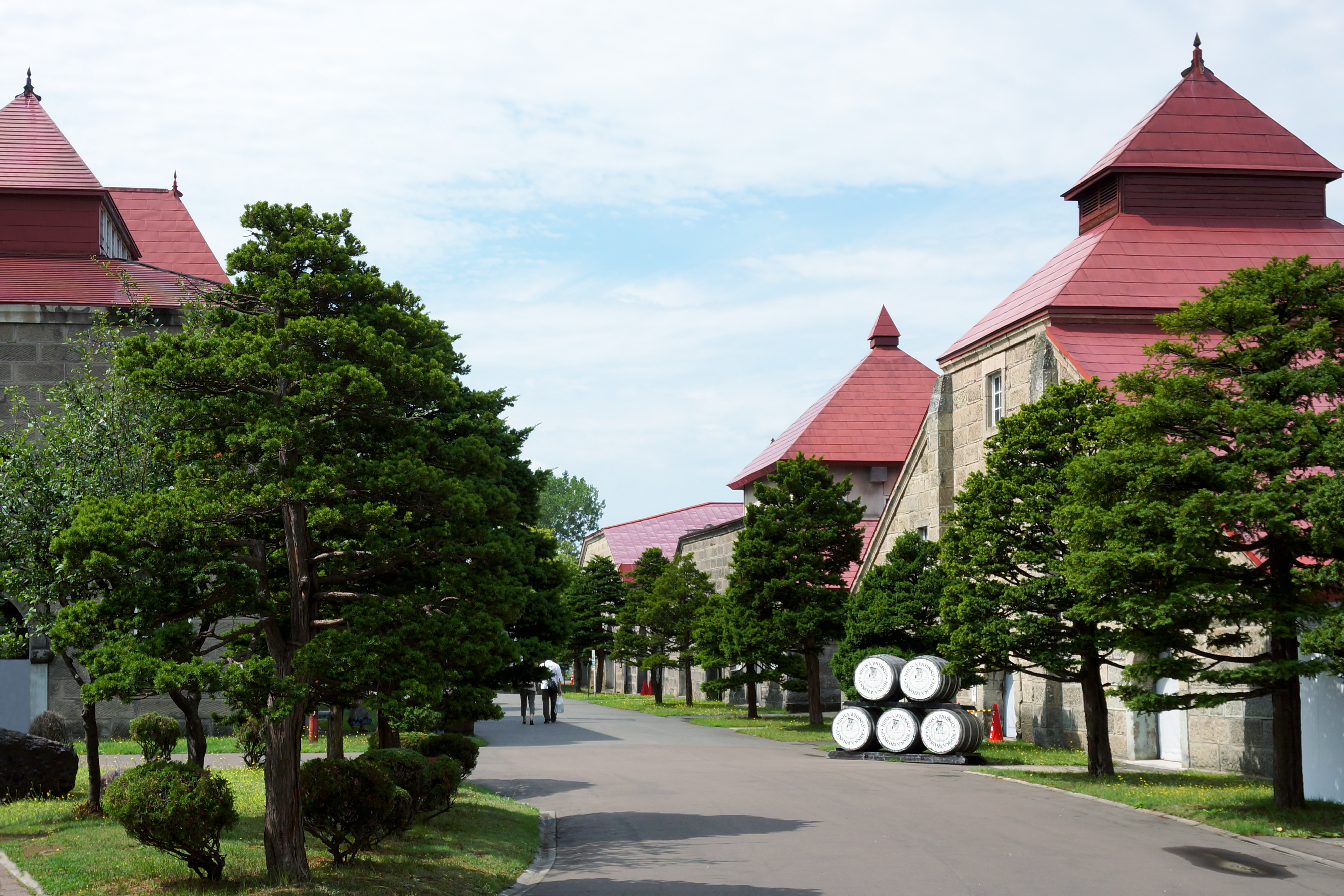
Distillerie Yoichi

La production de whisky japonais a commencé autour de 1870, mais la première production commerciale a eu lieu en 1923 lorsque la première distillerie du pays, Yamazaki, a été créée.
Plusieurs distilleries produisent du whisky au Japon. Les plus connues et les plus importantes appartiennent aux groupes Suntory et Nikka. Elles produisent et commercialisent aussi bien des single malt que des blends.

## Histoire
Les Japonais découvrent officiellement le whisky le 13 mars 1854 lorsque la flotte du commodore américain Matthew Perry débarque à Kanagawa, ce dernier offrant à l'empereur divers cadeaux diplomatiques, quatre volumes des Oiseaux d'Amérique, des revolvers, des machines agricoles, un télescope et du whisky Bourbon. Un fût est réservé à l'empereur du Japon, tandis que les autres destinés à ses conseillers servent à faire découvrir le whisky à la population japonaise. Dès la fin du XIXe siècle, des sociétés nippones tentent de fabriquer du whisky à base de riz ou de maïs mais leurs essais ne sont pas concluants.
Une des personnes essentielle dans l’histoire du whisky japonais est Masataka Taketsuru. Il part étudier l’art de la distillation du whisky en Écosse en 1918 à l’Université de Glasgow et dans les distilleries de Longmorn, de Bo'ness et d'Hazelburn, et ramène au Japon cette technique deux ans plus tard. Il participe alors à la création des deux premières distilleries de whisky japonais. Il collabore tout d'abord avec Shinjirō Torii pour créer la toute première distillerie de whisky japonais à Yamazaki en 1924 pour Kotobukiya (壽屋/寿屋), l'ancêtre de Suntory. Il crée ensuite, en 1934, sa propre société, Dainipponkajū, qui prendra plus tard le nom de Nikka. Il installe sa distillerie à Yoichi sur l’île de Hokkaidō.
Après la fin de la Seconde Guerre mondiale et de l'occupation du Japon, la bière et le whisky remplacent le saké comme alcools populaires dans les zones urbaines. Avec la période de forte croissance, appelée Boom Izanagi, à partir de 1964-1965, la production de whisky de grain démarre, autorisant l’élaboration de blended whiskies. Nikka et Suntory fondent leur seconde distillerie, respectivement à Miyagikyo en 1969, et à Hakushu en 1973. La production augmente jusqu'en 1983 avec un pic cette année-là de 379 000 kilolitres de whisky produits. Elle diminue ensuite de 1983 jusqu'en 2008, subissant la concurrence des whiskys étrangers due à une baisse importante des tarifs douaniers et des long drinks à base de shōchū appelés chu-hi (酎ハイ, chūhai, « shōchū highball »). Nikka et Suntory profitent de ces années pour repenser leur production, améliorations récompensées dans les années 2000 par plusieurs prix. Le marché japonais retrouve le chemin de la croissance depuis 2009 — 68 millions de litres produits cette année-la — avec le boum des highball à base de whisky malgré les craintes suscité par les retombées du séisme de 2011 de la côte Pacifique du Tōhoku.
Le 16 février 2021, la Japan Spirits & Liqueur Makers Association a annoncé la mise en place d'un cahier des charges concernant l'emploi du terme Japanese Whisky. Celui-ci est entré en vigueur le 1er avril 2021, et les entreprises ont eu trois ans afin de se mettre en conformité.
En avril 2024, ce nouveau cahier des charges, plus strict, entre en vigueur. Pour pouvoir utiliser l'appellation « whisky japonais », les producteurs doivent désormais utiliser de l'eau de source du Japon, et les fûts de whisky doivent être stockés sur place pendant au moins trois ans. Ce cahier des charges n'est pas une décision de l’État japonais mais uniquement un contrat passé entre les membres d'une association de producteurs.

## Entreprises et distilleries
| \| Yoichi Miyagikyo Asaka Chichibu Monde Shuzō Fuji Gotemba Shinshū Hakushu Shizuoka Chita Yamazaki White Oak Matsui Shuzō Sakurao Kanosuke Tsunuki \| Distilleries de whisky au Japon |
| Yoichi Miyagikyo Asaka Chichibu Monde Shuzō Fuji Gotemba Shinshū Hakushu Shizuoka Chita Yamazaki White Oak Matsui Shuzō Sakurao Kanosuke Tsunuki                                       |

Distilleries existantes :
- Eigashima Shuzō (ja) : distillerie White Oak à Akashi ;
- Gaiaflow : distillerie Shizuoka à Shizuoka
- Hombo Shuzō (ja) (marque Mars Whisky) :
  - distillerie Shinshū à Miyada, district de Kamiina ;
  - distillerie Tsunuki à Kagoshima ;
- Kirin : distillerie Fuji Gotemba à Gotenba ;
- Komasa Jōzō (ja) : distillerie Kanosuke ;
- Matsui Shuzō (ja) : deux distilleries à Kurayoshi[13] ;
- Monde Shuzō (ja) : distillerie à Fuefuki[14] ;
- Nikka (groupe Asahi Breweries) :
  - distillerie Miyagikyo à Sendai,
  - distillerie Yoichi à Yoichi ;
- Niseko distillerie à Niseko ( groupe Hakkai shozo )
- Sasanokawa Shuzō (ja) : distillerie Asaka à Kōriyama ;
- Sakurao Brewery and Distillery (ja), anciennement Chūgoku Jōzō : distillerie à Hatsukaichi ;
- Suntory :
  - distillerie Chita à Chita (whisky de grain)[14],
  - distillerie Hakushu à Hokuto,
  - distillerie Yamazaki à Shimamoto, district de Mishima ;
- Venture Whisky (marque Ichiro's Malt) : distillerie à Chichibu, ouverte en 2008 pour remplacer la distillerie voisine de Hanyū fermée en 2000 et détruite en 2004[15].

Plusieurs distilleries sont désormais fermées :
- Hanyū, fermée en 2000[14], détenue par Venture ;
- Kagoshima à Kagoshima[14], précédemment détenue par Hombu Shuzō ;
- Distilleries de Mercian (groupe Kirin) :
  - Karuizawa à Karuizawa, district de Kitasaku, fermée en 2000[16] ;
  - Kawasaki[14], précédemment détenue par Showa Shuzō puis Sanraku Ocean ;
- Nishinomiya, fermée en 1999, distillerie de whisky de grain de Nikka[14] dont le stock est aujourd'hui en grande partie dans la distillerie de Miyagikyo et entre notamment dans la composition du Nikka Coffey Grain ;
- Shirakawa, fermée en 2003[14], détenue par Takara Shuzō.

## Style

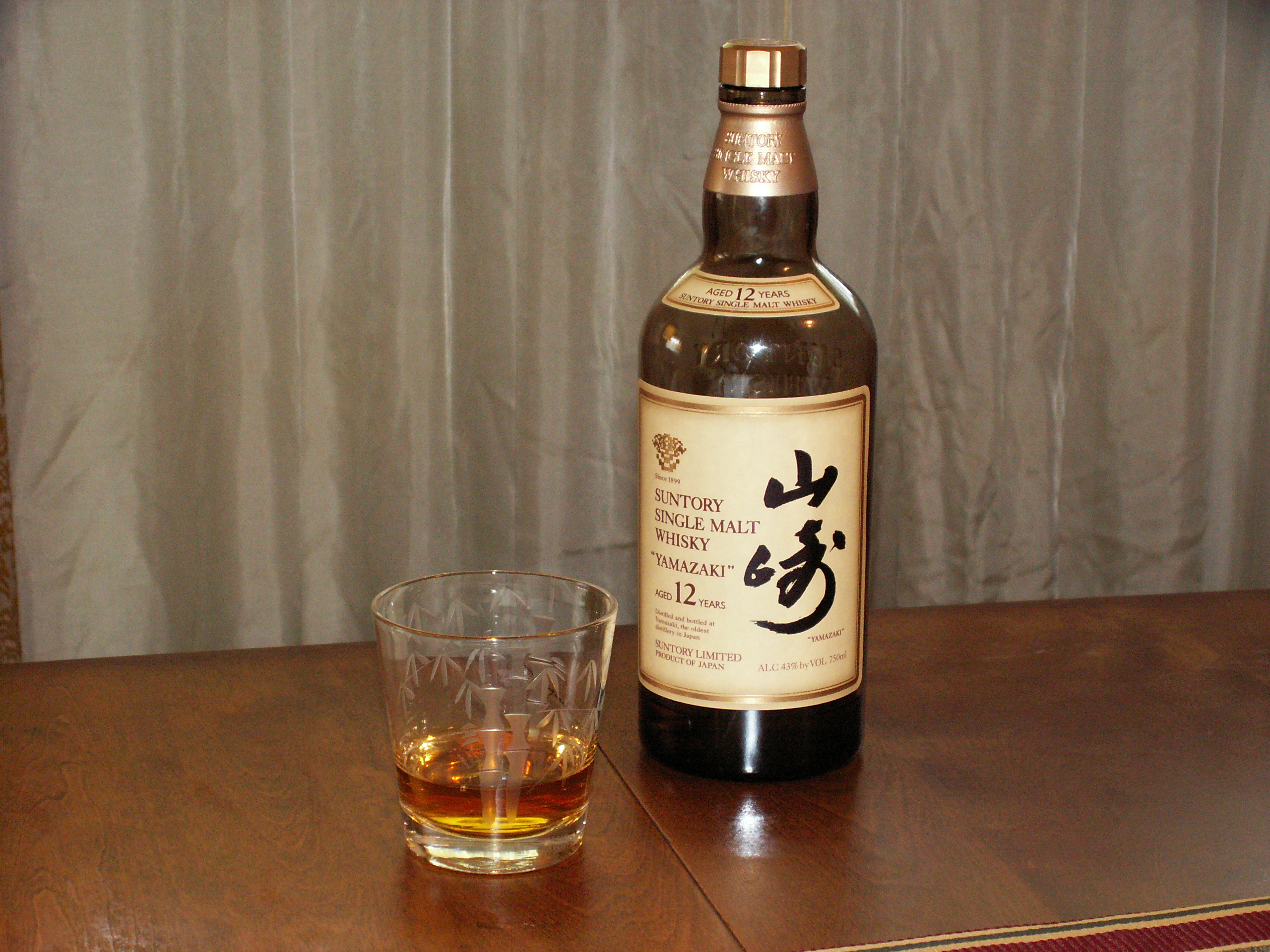
Un single malt de la distillerie Yamazaki appartenant à l'entreprise Suntory.

Pendant longtemps, et en raison de son histoire, les whisky japonais se limitaient à copier le plus possible les whisky écossais. Cette volonté s’est exprimée jusque dans le choix des implantations des distilleries dans des zones géographiques ressemblant à l’Écosse (terrain et climat). Même si cette ressemblance s’atténue au fil des années, grâce aux innovations des distillateurs japonais, elle perdure notamment au travers de la production des blends et des vatted malt. En effet, les Japonais utilisent des single malt écossais pour l’élaboration de certains de leurs whiskies d’assemblages via leurs distilleries écossaises.
Les single malt japonais sont quant à eux de plus en plus prisés de par le monde. Certains de ces whiskies obtiennent même de meilleures notes que leur cousins écossais lors de dégustations à l’aveugle. C'est notamment le cas de Suntory nommé quatre fois Distillateur de l'année entre 2010 et 2014. 

### Les single malts
Plusieurs critères influencent fortement la qualité des single malts japonais : le climat tempéré, la pureté de l'eau et la présence de tourbières (particulièrement sur l'île d'Hokkaido). La distillerie Yoichi par exemple, bénéficie d'une source d'eau souterraine filtrée à travers de la tourbe, considérée comme le meilleur type d'eau pour produire du whisky. Elle possède son propre kiln surmonté de cheminées en forme de pagode. Si celui-ci dysfonctionne, la distillerie continue malgré tout de s'approvisionner en orge maltée tourbée et non tourbée.

### Les whiskies d'assemblage
Contrairement à l’Écosse, où la centaine de distilleries, même concurrentes, échangent leurs distillats afin de pouvoir créer chacune des blends variés, les fabricants japonais élaborent chacun leur base pour assembler des blends à partir de leurs seules distilleries. Certains whiskies japonais incorporent cependant dans leurs whiskies d'assemblage un faible pourcentage de single malts écossais. Nikka utilise notamment les whiskies de sa distillerie de malt écossaise, Ben Nevis, et Suntory ceux de ses distilleries de Auchentoshan, Bowmore et Glen Garioch.

## Consommation
Le whisky japonais occupe la 4e place des whisky les plus consommés au monde après le scotch whisky, l'Irish whiskey et les bourbons américains.
Au Japon, le whisky se déguste sec, avec des glaçons (souvent une boule de glace, on parle alors d’iceball), allongé avec de l'eau plate et des glaçons (mizuwari (en)) ou avec de l'eau gazeuse et des glaçons (highball).

## Palmarès
Whisky Magazine :
- 2001 : Best of the Best : 1er Nikka Single Cask Yoichi 10 ans, 2e Suntory Hibiki 21 ans

World Whiskies Awards :
- 2007 :
  - meilleur blend : Suntory Hibiki 30 ans
  - meilleur blended malt : Nikka Taketsuru 21 ans
- 2008:
  - meilleur blend : Suntory Hibiki 30 ans
  - meilleur single malt : Nikka Single Cask Yoichi 1987
- 2009 : meilleur blended malt : Nikka Taketsuru 21 ans
- 2010 :
  - meilleur blend : Suntory Hibiki 21 ans
  - meilleur blended malt : Nikka Taketsuru 21 ans
- 2011 : meilleur blend : Suntory Hibiki 21 ans
  - meilleur single malt : Suntory Yamazaki 1984
  - meilleur blended malt : Nikka Taketsuru 21 ans
- 2012 :
  - meilleur single malt : Suntory Yamazaki 25 ans
  - meilleur blended malt : Nikka Taketsuru 17 ans
- 2013 :
  - meilleur blend : Suntory Hibiki 21 ans
  - meilleur blended malt : Mars Maltage 3 Plus 25, 28 ans
- 2014 : meilleur blended malt : Nikka Taketsuru 17 ans
- 2015 : meilleur blended malt : Nikka Taketsuru 17 ans[22]
- 2016[23] :
  - meilleur blend : Suntory Hibiki 21 ans
  - meilleur whisky de grain : Fuji-Gotemba Single Grain 25 ans Small Batch